# Lorella De Luca
Lorella De Luca (ur. 17 września 1940 we Florencji, zm. 9 stycznia 2014 w Rzymie) – włoska aktorka filmowa.

## Wybrana filmografia
- 1955: Niebieski ptak jako Patrizia
- 1957: Biedni, ale piękni jako Marisa
- 1965: Powrót Ringa jako Helen Brown
- 1971: Nieuchwytny morderca jako Maria Clerici
- 1993: Bonus malus jako Matka Marco